# CRイヤミのここで一発
イヤミのここで一発は、大一商会が販売した羽根モノタイプのパチンコで、CRおそ松くんのスピンオフ機種。
本項目では、直撃抽選機能を搭載した「チビ太のここで一発J10」とそのスペック違いの「激チビ太のここで一発JS50」についても記述する。

## イヤミのここで一発
本機が、種別が撤廃された後の羽根モノタイプの機種第一号として登場。大ヒットマシン『CRレレレにおまかせ!』で好評だったスペシャルルートを継承しつつも、盤面横いっぱいに広がる新たな役物を搭載している。
本機はパチンコ機では初めて「振動センサー」を標準搭載し、玉が役物内にあるときに台を強く叩くと警告音と共に台枠にあるランプ全てが光る。
通常時、液晶内ではイヤミかチビ太が街や住宅街、空き地などを歩いている。このとき筐体左側のボタンを連打することによりキャラを変更できる。
本機は役モノ開放チャッカーを長時間開放する「GO-S」チャッカーを搭載。通常の左右のチャッカーでは0.4秒しか開放しないのに対し、中央のチャッカーは1.2秒開放するため、一気に複数の球を拾った場合Vゾーン入賞の確率が上がる。羽根開放回数はいずれも1回のみ。
Vゾーンに入賞すると液晶でラウンド抽選が行われ、2だジョー・8でぃ！・16ザンス のいずれかの図柄で止まり、ラウンド数が確定する（昇格はない）。抽選演出でダヨーン、ハタ坊、デカパンのいずれかが登場すれば上位のラウンド数選択の期待が高まる。羽根開放を1R目としているため、本機では2Rよりスタートする（つまり16ザンス＝15Rと同じ）
そして、今まではVゾーン入賞しないとラウンド継続しなかったがそれもなくなり、選択されたラウンド数まで必ず完走するようになっている。液晶演出は、8R以上選択で「恥ずかしいNGシーン」が放映され(滅多に見られないプレミアムNGもある)、16R選択で8R以降はPKのミニゲームになっている。
16ザンスが5回連続で当選すると、二人同時に出てくる演出（お祭りモード）となる。

### 大当たりフロー
羽根開放チャッカーに入賞すると、羽根が開放すると同時に液晶のイヤミorチビ太が走り出す。そして、役物内に入賞すると内部のシーソーによって振り分けされ、ノーマルルートの場合液晶内で果物やおでん、更には巨大おでんやシーソーなどが落ちてくる。そして、タイミング良く役物内部のイヤミのキックでルーレット方面へ球が蹴られると、液晶内でイヤミが「シェー!!!」と言いながらドアップで現れる。スペシャルルートの場合は、液晶内でイヤミorチビ太が「あちっ、あちっ!!」と言いながら炎の前で顔がドアップになる。
ノーマルルートは8分の1、スペシャルルートは4分の1でVゾーンに入賞する。

### ミニゲーム
このミニゲームは、8Rで対戦する順番を決め、9・11・13Rでキック力を選択（ルーレット式）、10・12・14RでPK（この時成功すれば次の相手、失敗すれば成功するまでその相手）。15Rで結果発表、16Rでイヤミの最後に一言が1セットとなっている。
ハタ坊、ダヨーン、デカパンの順にPK成功率が高くなる。蹴ったボールがサッカーボールでなくスイカだとゴールが確定する。16Rが連続すると、対戦相手を選択する時の2周目にトト子が登場することもあり、選択するとほぼゴールが決まり、さらに高得点が得られる。

### 主要諸元
- CRイヤミのここで一発
  - 賞球数 3&10
    - 開放チャッカーは3個、それ以外は全て10個の払い戻し。

  - 最大継続ラウンド数
    - 2ラウンド、8ラウンド、16ラウンドの3種類（開放チャッカー入賞時の羽根開放も1ラウンドに数える）
    - 役物内10個の入賞で次のラウンドに移行する。

  - ラウンド振り分け
    - 2ラウンド当選率は2/7 (28.6%)
    - 8ラウンド当選率は2/7 (28.6%)
    - 16ラウンド当選率は3/7 (42.8%)
- イヤミのここで一発
  - CR版と同一スペックの現金機版。

## 声優
- イヤミ - 肝付兼太
- チビ太 - 田中真弓
- ハタ坊 - 真柴摩利
- デカパン - 大平透
- ダヨーン - 神山卓三[1]

## チビ太のここで一発J10
基本性能は『イヤミのここで一発』と同様であるが、盤面中央下部の「GO-S」チャッカーがなくなり、代わりに電チューが搭載された。
羽根開放チャッカーの入賞は最大4つまで保留可能である。通常はチャッカー入賞と同時に羽根が開放されるが、保留が2個以上ある場合は開放までに一定時間の時間差が発生する。

### 目押しチャンス
V入賞による大当たりの他に、「目押しチャンス」で15ザンスに止まっても大当たりが発生する。この場合は1Rからスタートし、15Rの大当たりが確定する。
また、V入賞時の大当たりでは交互に閉じたり開いたりを繰り返す羽根が目押しチャンスによる大当たりでは開いたままとなる。

### チャンスタイム
大当たり終了後は10回のチャンスタイムに突入し、真ん中の電チューがデジパチの時短同様に頻繁に開放する。
この機能により持ち玉を減りにくくし、連チャンが期待できる仕様になっている。
お祭りモードは存在せず、チャンスタイム中の演出で使用されている。

### 『イヤミのここで一発』からの変更点
大当たり中の1Rあたり最大入賞10個→9個および賞球数が9個、最大ラウンド数が15Rまでとなっており大当たり出玉が減らされている。
また『イヤミのここで一発』では16R目に表示される「イヤミの最後に一言」についてもこの機種ではなくなっている。
『イヤミのここで一発』では赤を基調とした盤面であったが、『チビ太のここで一発』では青を基調とした盤面になっている。

### 主要諸元
- CRチビ太のここで一発J10（型式名はCRイヤミのここで一発J10）
  - 大当たり確率
    - 1/375.5

  - 時短機能
    - 全ての大当たり終了後に羽根開放、目押しチャンスあわせて10回までの時短。
    - 確率変動機能はない。

  - 賞球数 4&10&9
    - 開放チャッカーは4個、役物内入賞で9個。それ以外は全て10個の払い戻し。

  - 最大継続ラウンド数
    - 2ラウンド、8ラウンド、15ラウンドの3種類（開放チャッカー入賞時の羽根開放も1ラウンドに数える）
    - 役物内9個の入賞で次のラウンドに移行する。

  - ラウンド振り分け
    - 2ラウンド当選率は5/14 (35.7%)
    - 8ラウンド当選率は5/14 (35.7%)
    - 15ラウンド当選率は4/14 (28.6%)
    - 目押しチャンスに当選した場合はラウンド振り分けなしの15Rのみ。
- チビ太のここで一発J10（型式名はイヤミのここで一発J10）
  - CR版と同一スペックの現金機版。

## 激チビ太のここで一発JS50
基本性能は『チビ太のここで一発J10』と同様であるが、通常時からのチャンスタイムが目押しチャンスによる大当たり終了後の10回のみになっている。
チャンスタイム中に再び大当たりした場合（V入賞、目押しチャンスどちらでもOK）、50回のチャンスタイムに突入する。
チャンスタイムを維持することによって出玉が大きく増えるギャンブル性の高い台となっている。
ただし、V入賞による大当たりの場合、ラウンド振り分けでの2Rの比率が高いため、目押しチャンスによる大当たりを引けないと苦しい展開になる。

### 主要諸元
- CRチビ太のここで一発JS50（型式名はCRイヤミのここで一発JS50）
  - 大当たり確率
    - 1/173.5

  - 時短機能
    - 通常時V入賞による時短はない。
    - 目押しチャンスでの大当たり終了後に羽根開放、目押しチャンスあわせて10回までの時短。
    - 時短中に再度大当たりした場合は羽根開放、目押しチャンスあわせて50回までの時短。
    - 確率変動機能はない。

  - 賞球数 3&10
    - 開放チャッカーは3個、それ以外は全て10個の払い戻し。

  - 最大継続ラウンド数
    - 2ラウンド、8ラウンド、15ラウンドの3種類（開放チャッカー入賞時の羽根開放も1ラウンドに数える）
    - 役物内9個の入賞で次のラウンドに移行する。

  - ラウンド振り分け
    - 2ラウンド当選率は2/4 (50%)
    - 8ラウンド当選率は1/4 (25%)
    - 15ラウンド当選率は1/4 (25%)
    - 目押しチャンスに当選した場合はラウンド振り分けなしの15Rのみ。
- チビ太のここで一発JS50（型式名はイヤミのここで一発JS50）
  - CR版と同一スペックの現金機版。